# Католицизм в Гамбии
 Католицизм в Гамбии  или Римско-Католическая Церковь в Гамбии является частью всемирной Католической церкви. В Гамбии действует епархия Банжула, которая подчиняется непосредственно Святому Престолу, 56 приходов. Численность католиков в Гамбии составляет около 40 тысяч человек. Большинство католиков проживает в прибрежных районах страны и столице Банжул. Кафедральным собором епархии Банжула является церковь Успения Пресвятой Девы Марии.

## История
История присутствия Католической церкви в Гамбии тесно связана с колонизацией Западной Африки. В XV веке на побережье Западной Африки стали возникать португальские и испанские поселения, которые являлись перевалочными пунктами работорговли. В это же время на территорию нынешней Гамбия стали проникать первые католические миссионеры. В 1848 году в Гамбию прибыли священники из монашеской конгрегации Святого Духа.
Первые церковные структуры Католической церкви на территории Гамбии были образованы в 1931 году, когда здесь была учреждена миссия Sui iuris Гамбии, которая отделилась от Апостольского викариата Сенегамбии. Эта миссия непосредственно подчинялась Святому Престолу и управлялась священниками из монашеской конгрегации Святого Духа. В 1951 году миссия Sui iuris была преобразована в Апостольскую префектуру Батерста, которая в 1957 году стала епархией Батерста (с 1974 года — епархия Банжула), подчинявшаяся напрямую Святому Престолу.
В 1992 году Гамбию посетил Римский папа Иоанн Павел II.

## Источник
- Католическая Энциклопедия, т. 1, изд. Францисканцев, М., 2002, стр. 1191, ISBN 5-89208-037-4
- Guida delle missioni cattoliche 2005, a cura della Congregatio pro gentium evangelizatione, Roma, Urbaniana University Press, 2005